# Robert Recorde
Robert Recorde (1510 k. – 1558) walesi matematikus és orvos. Ő vezette be az egyenlőségjelet (=), és angol nyelven először használta a már létező pluszjelet (+) egy 1557-ben megjelent könyvében.
Az egyenlőségi reláció jelöléséül választott két vonalat azzal indokolta, hogy „kettőnél több dolog nem lehet egyenlő” (értsd: ez egy kétváltozós reláció).
Egy tiszteletreméltó családból származott a walesi Tenbyből. 1525 körül felvették az oxfordi egyetemre, később meg is választották az ottani All Souls College tagjává. Ezt követően a cambridge-i egyetemre ment, ahol orvosi diplomát szerzett 1545-ben. Visszatért Oxfordba, ahol matematikát tanított. Valószínűleg ezt követően Londonba költözött, ahol VI. Eduárd és I. Katolikus Mária orvosaként is működött. A Királyi Pénzverdében is dolgozott mint számvevő. Egy politikai ellensége beperelte becsületsértésért, ezért be is börtönözték, és 1558-ban a King's Bench börtönben halt meg.
Publikált néhány matematikai témájú művet, ezek többségét dialógus formájában írta, mely a mester és a tanítványa között zajlik.